# Grönhögen

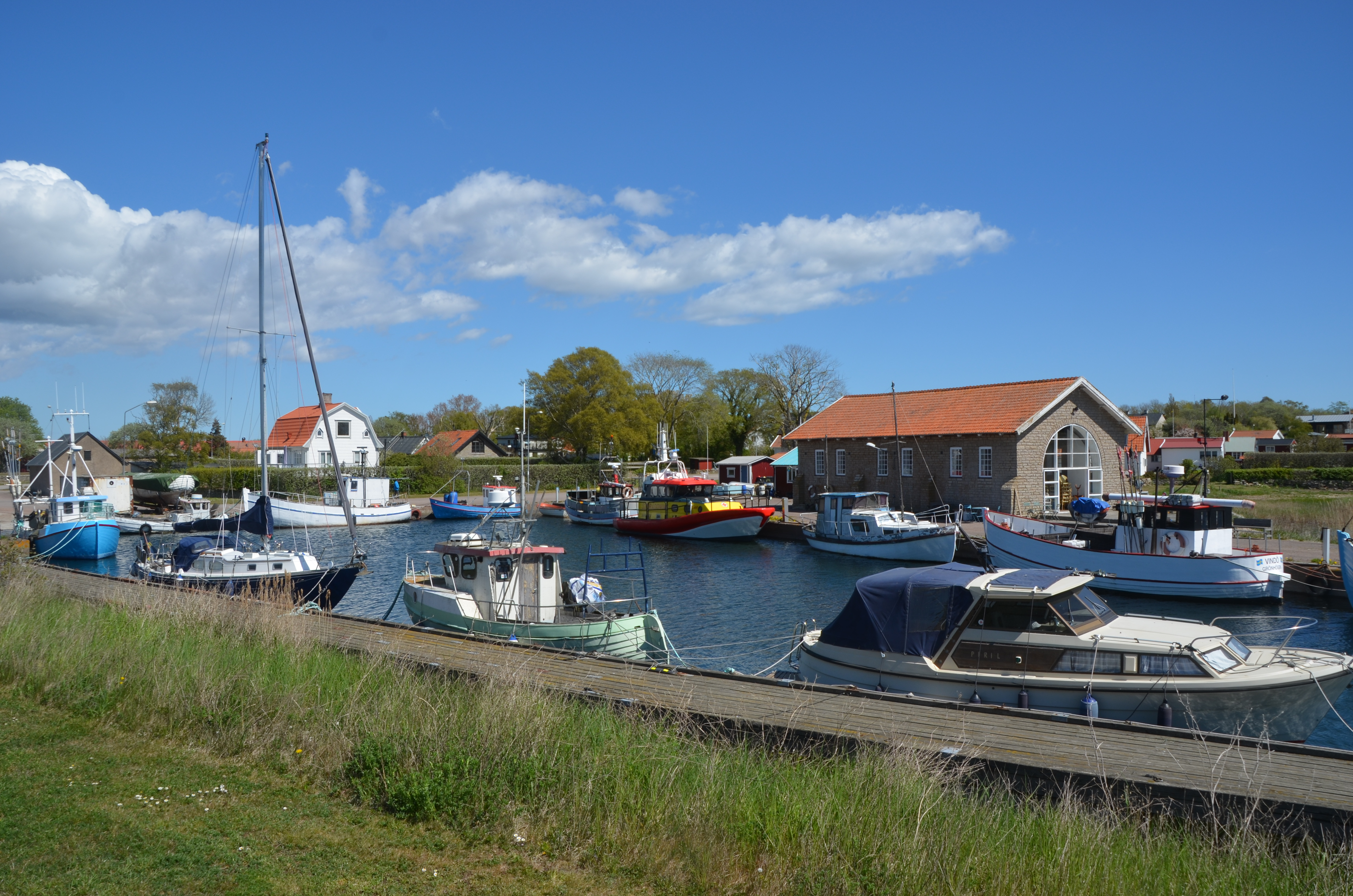
Innerhamnen.

Grönhögen är en småort i Ventlinge socken i Mörbylånga kommun i Kalmar län, belägen på södra Ölands västkust omkring 30 kilometer söder om kommunens centralort Mörbylånga och några kilometer norr om Ölands södra udde. Ortens namn kommer från en gravhög (RAÄ 20:1), som ligger innanför vallarna till Grönhögens skans (Ventlinge 20:5) i södra delen av samhället.

## Historik
I Grönhögen fanns tidigare en ytongfabrik och en statlig fiskehamn, som var avsedd som stödhamn för laxfisket. Orten är även bekant för ett bageri, etablerat på 1920-talet, firma "Grönhögsbröd", som bakar matbröd efter gamla öländska recept.

### Befolkningsutveckling
| Befolkningsutvecklingen i Grönhögen 1960–2015 | Befolkningsutvecklingen i Grönhögen 1960–2015 | Befolkningsutvecklingen i Grönhögen 1960–2015 | Befolkningsutvecklingen i Grönhögen 1960–2015 | Befolkningsutvecklingen i Grönhögen 1960–2015 |
| --------------------------------------------- | --------------------------------------------- | --------------------------------------------- | --------------------------------------------- | --------------------------------------------- |
|                                               |                                               |                                               |                                               |                                               |
| År                                            |                                               |                                               | Folkmängd                                     | Areal (ha)                                    |
| 1960                                          | 1960                                          |                                               | 385                                           |                                               |
| 1965                                          | 1965                                          |                                               | 412                                           |                                               |
| 1970                                          | 1970                                          |                                               | 362                                           |                                               |
| 1975                                          | 1975                                          |                                               | 308                                           |                                               |
| 1980                                          | 1980                                          |                                               | 322                                           |                                               |
| 1990                                          | 1990                                          |                                               | 256                                           | 71                                            |
| 1995                                          | 1995                                          |                                               | 217                                           | 71                                            |
| 2000                                          | 2000                                          |                                               | 204                                           | 71                                            |
| 2005                                          | 2005                                          |                                               | 183                                           | 71#                                           |
| 2010                                          | 2010                                          |                                               | 145                                           | 78#                                           |
| 2015                                          | 2015                                          |                                               | 144                                           | 79#                                           |
| Anm.: Ej tätort 2005. # Som småort.           |                                               |                                               |                                               |                                               |

## Samhället
Grönhögen har Ölands sydligast belägna livsmedelsbutik och hamn. Här finns även camping, golfbana (Grönhögen GK), bageri och restaurang. 
Grönhögen ger möjligheter till vind-, våg- och kitesurfning. Stenstranden nedanför golfbanan har bra vågor och ofta rätt, sydvästlig, vind.
Sjöräddningssällskapet har sedan 1912 stationen Räddningsstation Grönhögen.

## Bildgalleri

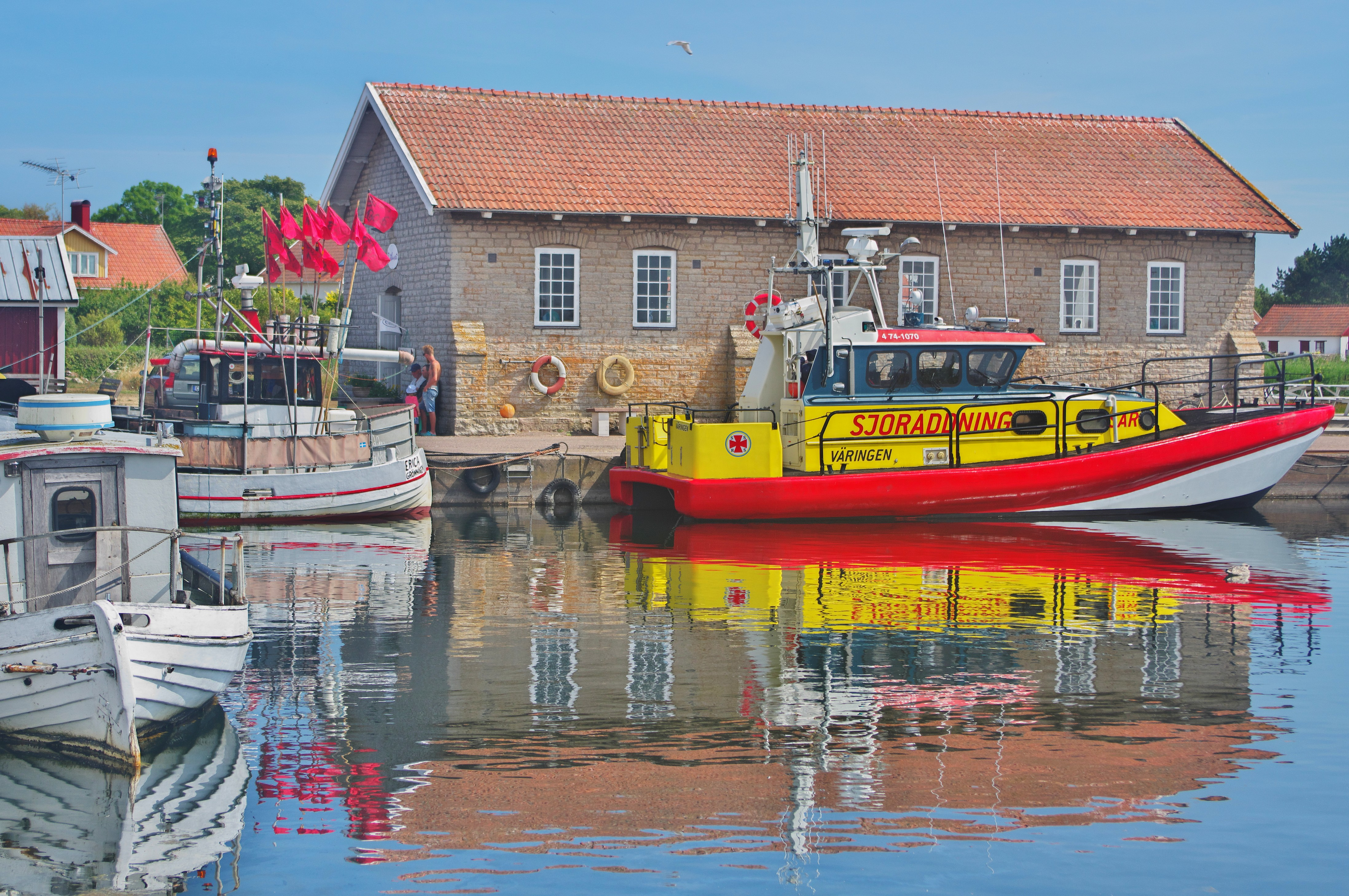
Sjöräddningssällskapets Rescue Väringen i Grönhögens hamn.
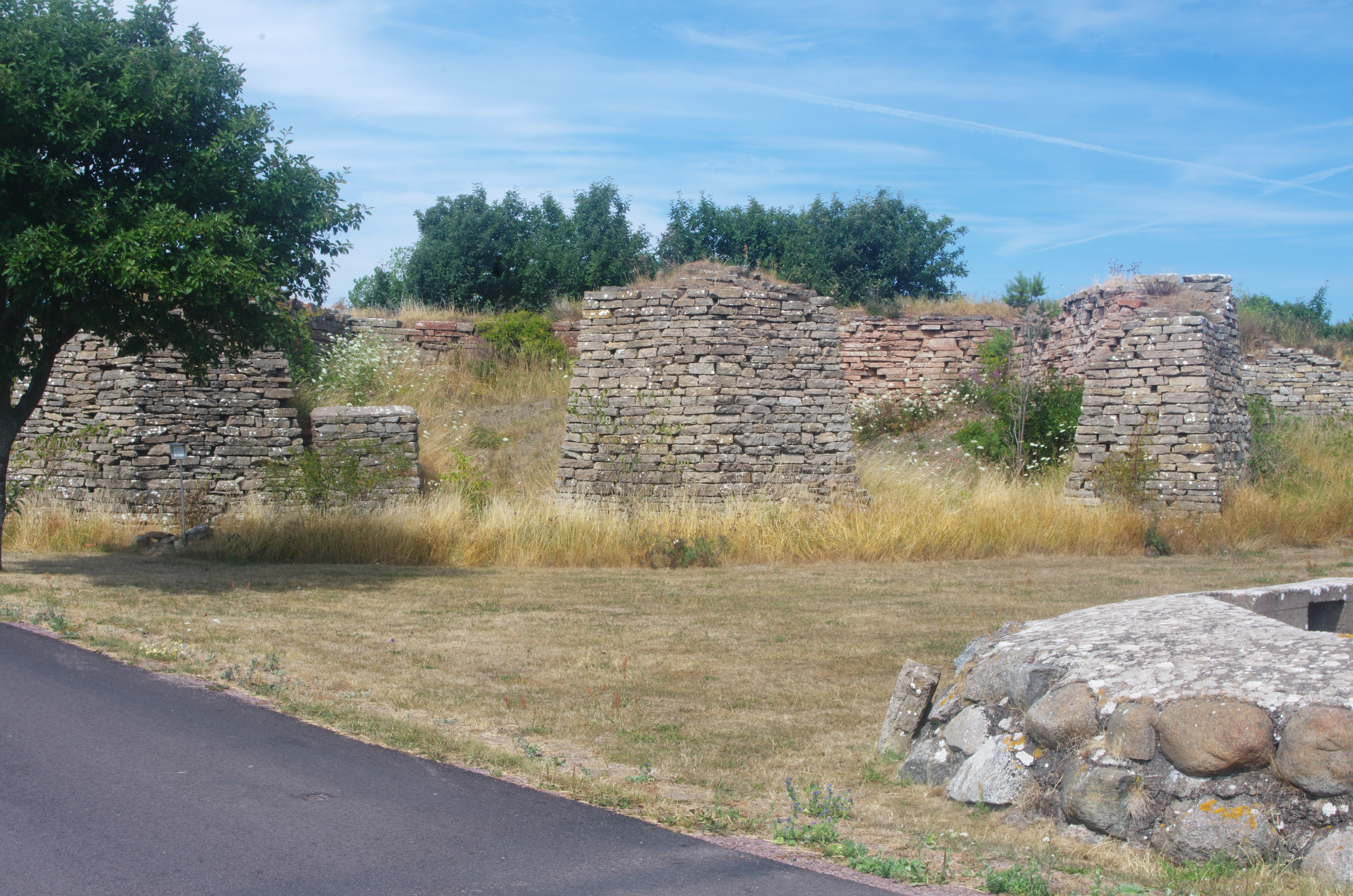
Grönhögens skans från 1600-talet. I förgrunden en kalkugn från 1932.
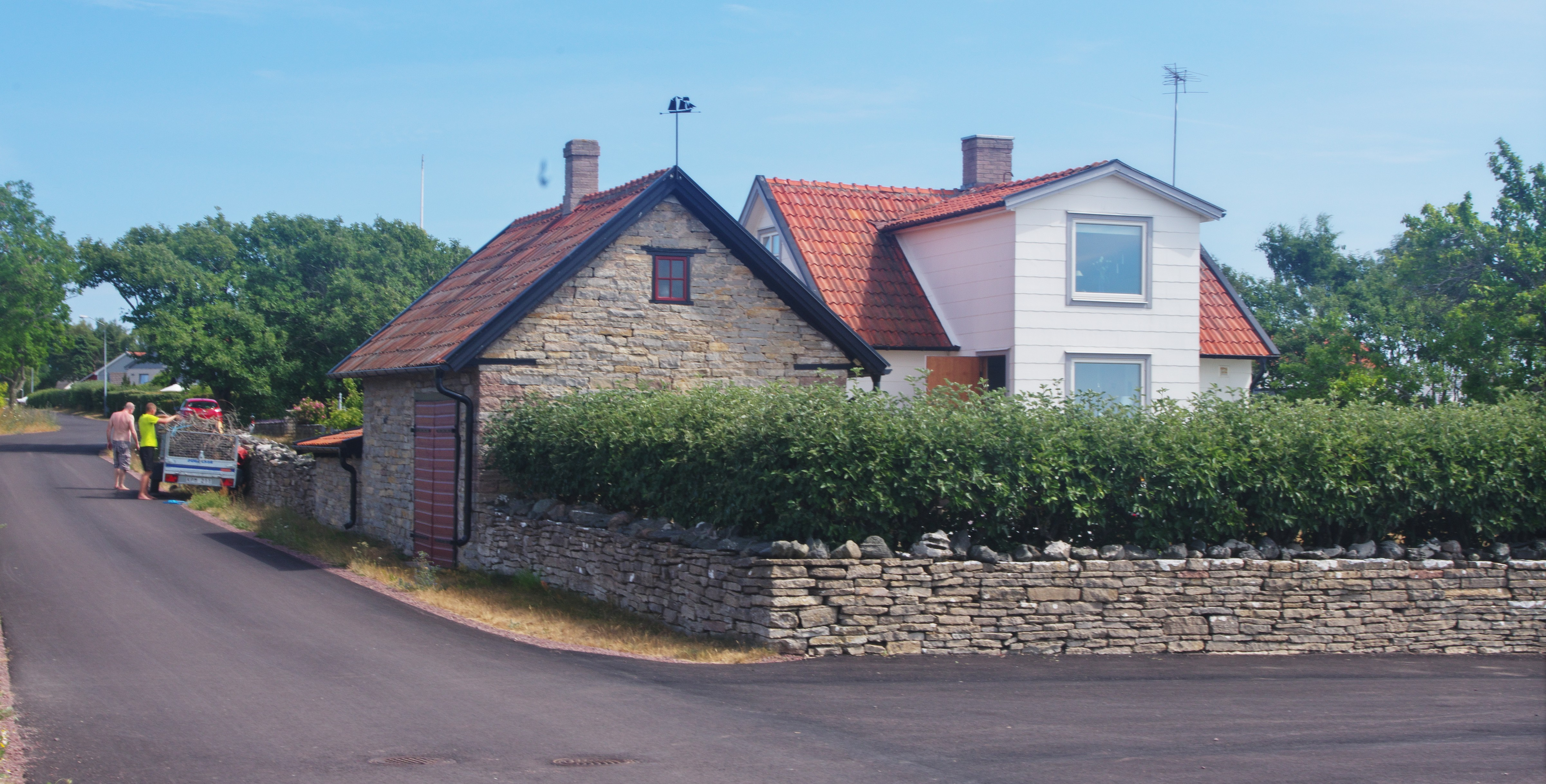
Nybrovägen.
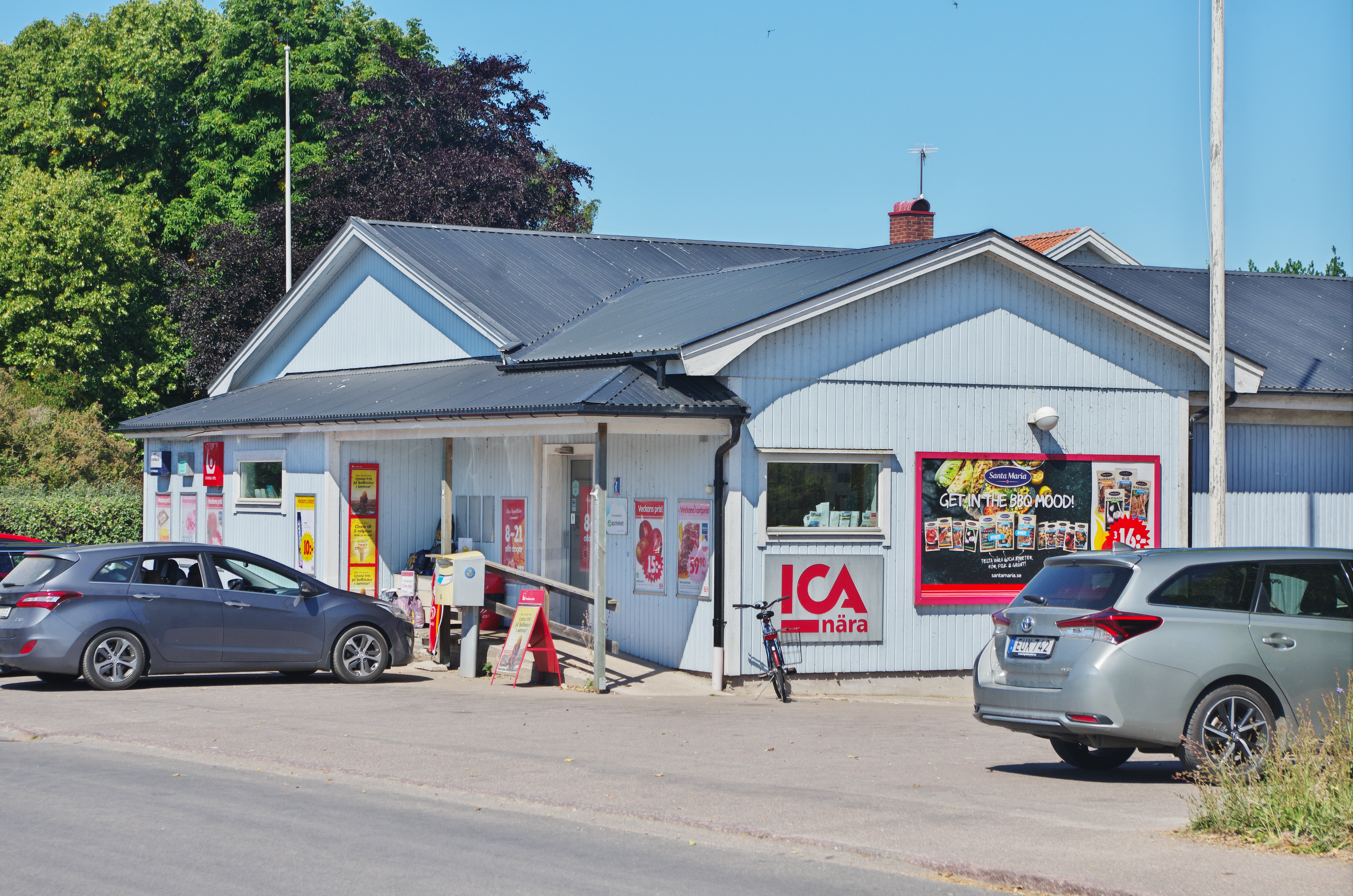
Ica nära, den sydligaste mataffären på Öland.
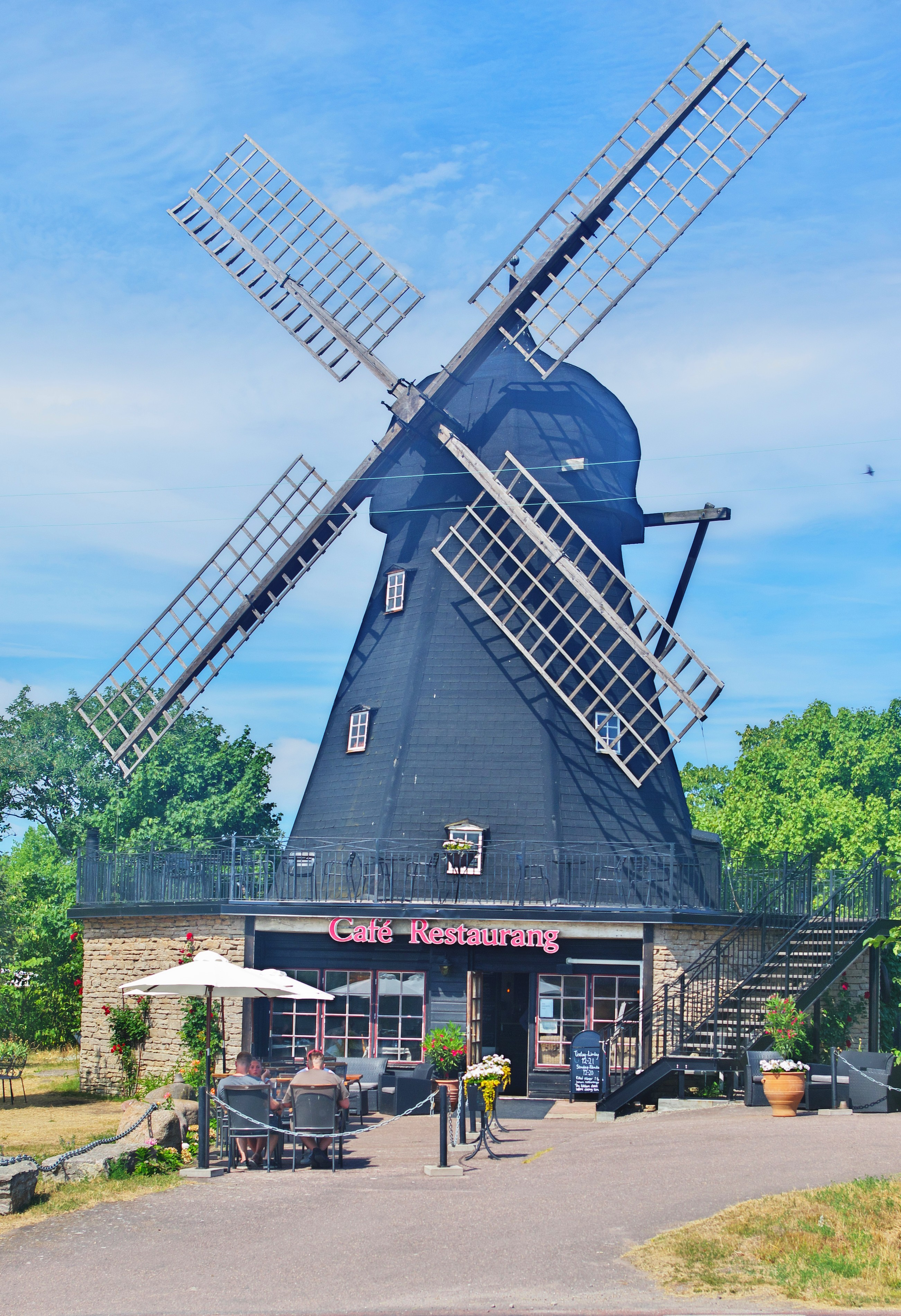
Restaurang i väderkvarn.